# Bahnhof Hartmannshof

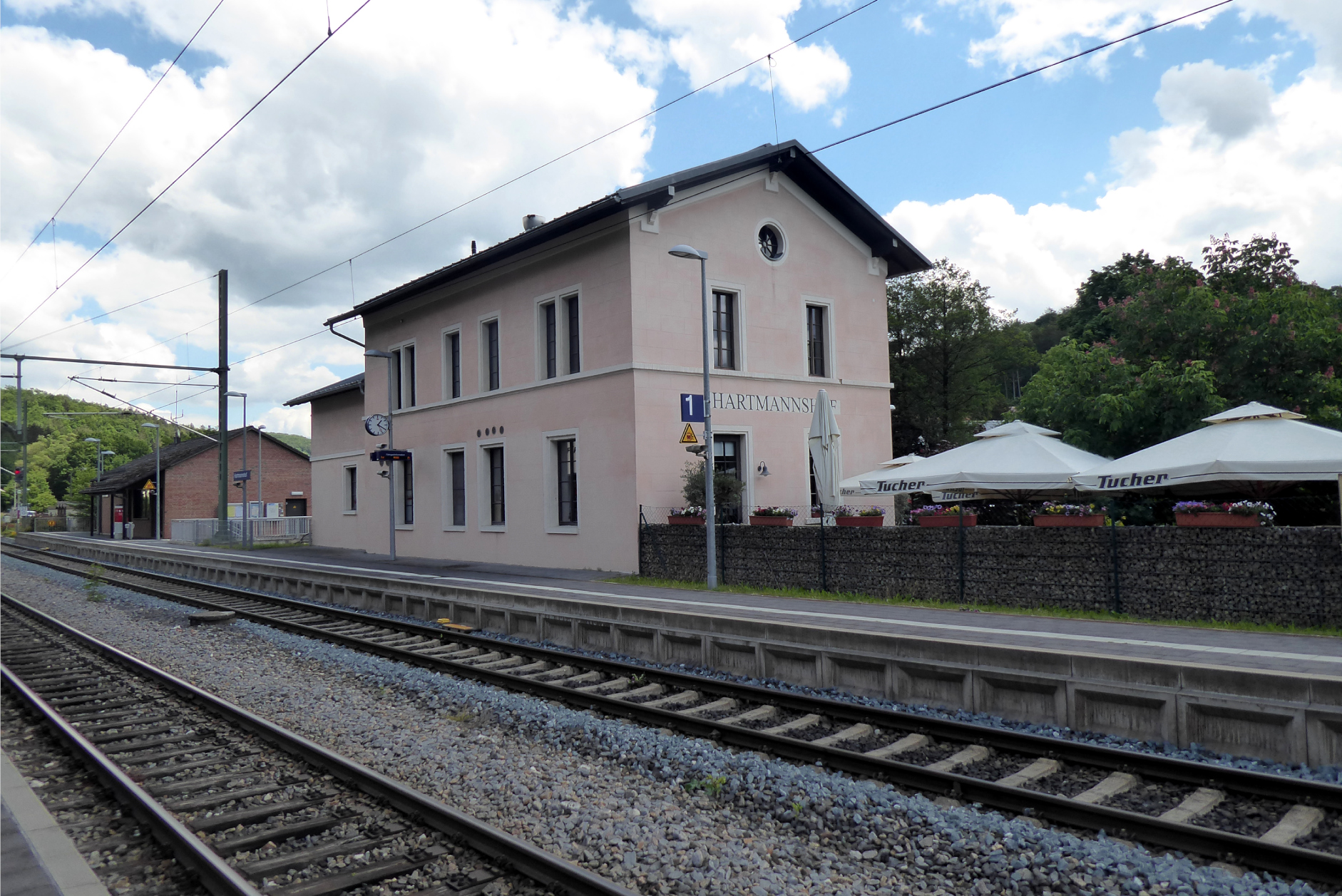
Bahnhof in Hartmannshof mit dem ehemaligen Bahnhofsgebäude, das seit 2011 das Vorgeschichtsmuseum Urzeitbahnhof Hartmannshof enthält

Der Bahnhof in Hartmannshof, einem Gemeindeteil von Pommelsbrunn im Landkreis Nürnberger Land in Bayern, wurde 1858/59 errichtet. Das ehemalige Empfangsgebäude ist ein geschütztes Baudenkmal.

## Beschreibung
Der Bahnhof Hartmannshof liegt an der Bahnstrecke Nürnberg–Irrenlohe. Er ist östlicher Endpunkt der Linie S2 des S-Bahnnetzes Nürnberg.

## Geschichte

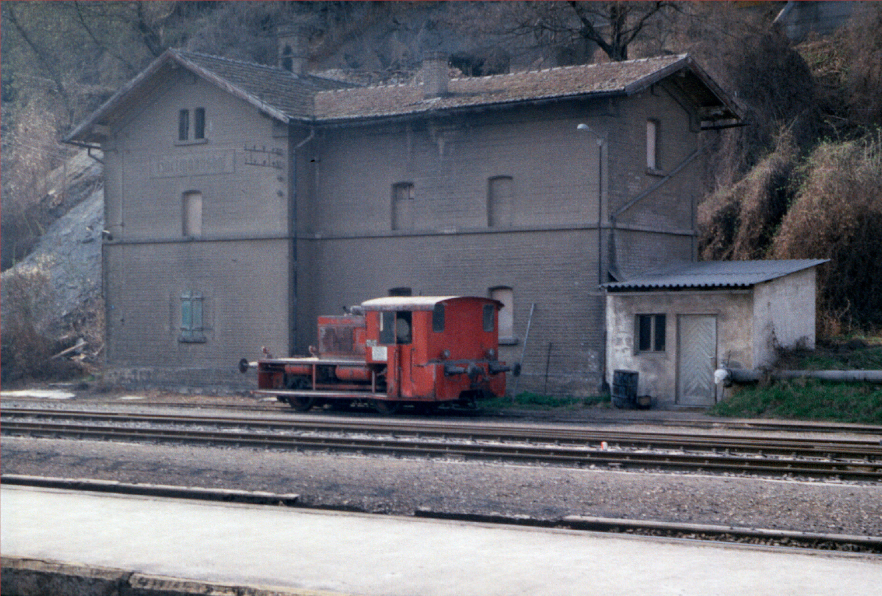
Werklokomotive Sebald (1977)

Die Planung und Ausführung des Gebäudes werden Georg Friedrich Christian Bürklein, einem Schüler von Friedrich von Gärtner, zugeschrieben. Der zweigeschossige Satteldachbau mit erdgeschossigem Flügel ist eines der wenigen noch weitgehend erhaltenen Stationsgebäude an dieser Bahnstrecke. Es ist vom Bayerischen  Landesamt für Denkmalpflege als Baudenkmal (D-5-74-147-53) ausgewiesen. 
Nördlich des Bahnhofes bestanden Anschluss- und Verladegleise zum 1860 gegründeten Kalk-, Stein- und Zementwerk Sebald Zement GmbH. Der umfangreiche Verkehr wurde mit einer eigenen Werklokomotive durchgeführt. Diese stangengekuppelte Lokomotive wurde als Kö 4058 im Jahre 1932 von Krauss-Maffei gebaut.

## Heutige Nutzung

### Verkehr
Der Bahnhof hat seit der Fertigstellung der S-Bahnstrecke drei Bahnsteiggleise an einem Hausbahnsteig und einem Inselbahnsteig. Der Inselbahnsteig mit den Gleisen 2 und 3 wird über eine Unterführung erreicht. Während Gleis 1 und 2 richtungsrein den Regionalexpresszügen Richtung Schwandorf bzw. Nürnberg dienen, wenden die hier endenden S-Bahn-Züge an Gleis 3. Die ehemaligen Gütergleise sind entfernt.
| Linie | Verlauf | Takt          | Betreiber       | Fahrzeugmaterial            |
| ----- | --- | ------------- | --------------- | --------------------------- |
| RE 40 | Nürnberg – Hersbruck (re Pegnitz) – Hartmannshof – Neukirchen (b Sulzbach-Rosenberg) – Amberg – Schwandorf – Regensburg Nürnberg–Neukirchen vereinigt mit RE 41 nach Neustadt (Waldnaab) | 60 min        | DB Regio Bayern | Baureihe 612 (RegioSwinger) |
| RE 41 | Nürnberg – Hersbruck (re Pegnitz) – Hartmannshof – Neukirchen (b Sulzbach-Rosenberg) – Weiden (Oberpf) – Neustadt (Waldnaab) Nürnberg–Neukirchen vereinigt mit RE 40 nach Regensburg | 60 min        | DB Regio Bayern | Baureihe 612 (RegioSwinger) |
| RE 47 | Nürnberg – Hersbruck (re Pegnitz) – Hartmannshof – Neukirchen (b Sulzbach-Rosenberg) – Amberg – Schwandorf – Furth im Wald | zwei Zugpaare | DB Regio Bayern | Baureihe 612 (RegioSwinger) |
| S2    | Roth – Büchenbach – Rednitzhembach – Schwabach – Schwabach-Limbach – Katzwang – Reichelsdorfer Keller – Nürnberg-Reichelsdorf – Nürnberg-Eibach – Nürnberg-Sandreuth – Nürnberg-Steinbühl – Nürnberg Hbf – Nürnberg-Dürrenhof – Nürnberg Ostring – Nürnberg-Mögeldorf – Nürnberg-Rehhof – Nürnberg-Laufamholz – Schwaig – Röthenbach (Pegnitz) – Röthenbach-Steinberg – Röthenbach-Seespitze – Lauf West – Lauf (links Pegnitz) – Ottensoos – Henfenfeld – Hersbruck (links Pegnitz) – Happurg – Pommelsbrunn – Hartmannshof Stand: Fahrplanwechsel Dezember 2023 | 60 min        | DB Regio Bayern | DB 442 (Talent 2)           |

### Urzeitbahnhof Hartmannshof
Das ehemalige Bahnhofsgebäude in Hartmannshof wurde 1992 von Kurt Tausendpfund, dem Inhaber der dortigen Sebald-Zement-Werke erworben. Am 15. Oktober 2011 wurde nach umfangreichen Renovierungsarbeiten im Bahnhofsgebäude das Vorgeschichtsmuseum Urzeitbahnhof Hartmannshof eröffnet. Das Museum gibt einen Überblick über 100 000 Jahre Umwelt- und Menschheitsgeschichte. Es werden Funde vor allem aus dem östlichen Teil des Nürnberger Landes gezeigt.
Im 1. Stockwerk werden auf leicht verständliche Weise die wichtigsten bisherigen Ergebnisse der Erforschung der nahebei gelegenen Höhlenruine von Hunas präsentiert. Das umfangreiche Fundmaterial unter anderem zu etwa 140 Tierarten (z. B. Höhlenlöwe und Höhlenbär) stellt ein weit über Bayern hinaus einzigartiges Archiv zur Umweltgeschichte des eiszeitlichen Menschen dar. In den Ablagerungsschichten war über einen langen Zeitraum hinweg der ständigen Wechsel von Klima und Umweltbedingungen während des Eiszeitalters dokumentiert.
Ein besonderes Highlight ist die Kopie eines bei den Ausgrabungen 1986 gefundenen 60 000 Jahre alten menschlichen Backenzahnes – das bislang älteste Überbleibsel eines Menschen in Bayern. Auch auf den Verlauf und die Methodik der Ausgrabungen wird in Text und Bild eingegangen.
Einmalig ist auch die Ausstellung im Dachgeschoss. Anhand von Funden aus der direkten Umgebung – 500 Fundplätze in einem Gebiet von weniger als 5 km Durchmesser – führt ein chronologisch konzipierter Rundgang durch 12 000 Jahre Menschheitsgeschichte von den letzten Eiszeitjägern über alle folgenden Epochen bis zum Ende der keltischen Zivilisation (15 v. Chr.). Damit gehört die Archäologische Kleinregion Hartmannshof zu den am besten erforschten Kleinräumen im Süddeutschen Raum. Diese intensive Erforschung beruht auf den langjährigen archäologischen Untersuchungen des Heimatpflegers Werner Sörgel und seiner Frau Edith in Form von Feldbegehungen und Beobachtungen bei Bodeneingriffen. Diese haben seit 1971 belegt, dass der Hartmannshofer Landschaftsraum in der Vorgeschichte dicht besiedelt war.
Kurt Tausendpfund und Werner Sörgel erlebten die Ausgrabungen in der Höhlenruine von Hunas seit der Entdeckung von 1956 durch den Erlangener Paläontologen Florian Heller von Anfang an mit. Dadurch entstand ihr Interesse für die Vorgeschichte, was zur Einrichtung des Urzeitbahnhofs Hartmannshof führte.